# Pizzo Bombögn
Der Pizzo Bombögn ist ein 2331 m ü. M. hoher Berg in den Lepontinischen Alpen im Schweizer Kanton Tessin.
Der Gipfel liegt westlich des Maggiatals auf der Grenze zwischen den Gemeinden Campo (Vallemaggia) und Bosco/Gurin. Im Osten reicht das Gebiet der Gemeinde Cerentino bis auf eine Höhe von ca. 2260 m ü. M.

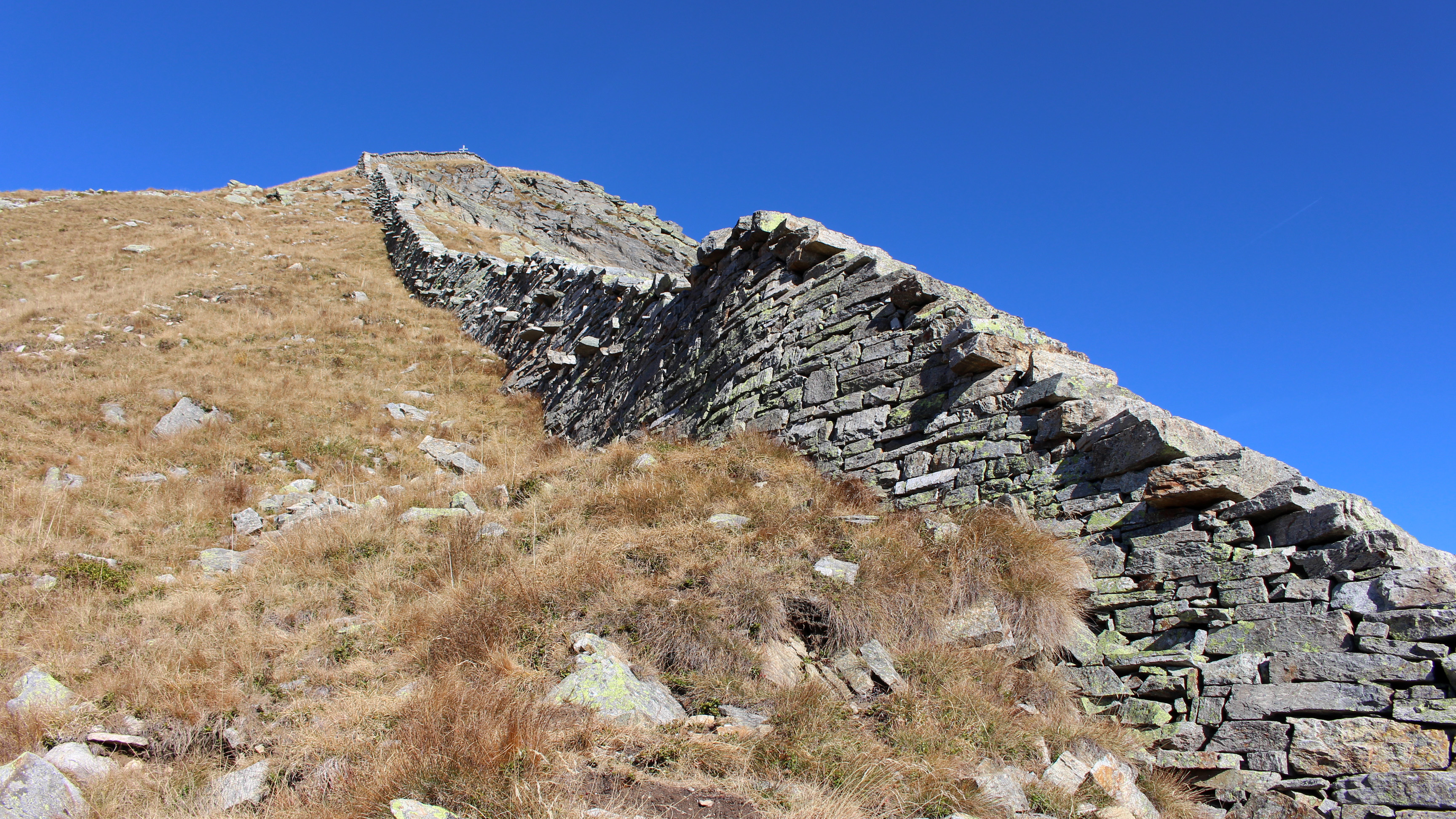
Die Steinmauer des Pizzo Bombögn

1948 wurde in den obersten 150 Höhenmetern eine 300 Meter steil ansteigende bis zu zwei Meter hohe Trockensteinmauer gebaut, die von weit her sichtbar ist. Die Mauer wurde gebaut, um Ziegen daran zu hindern, im benachbarten Hang zu weiden und die empfindliche Grasnarbe zu zerstören. Im Jahr 2000 wurde die Mauer restauriert.